# Jorge Esteban González
Jorge Esteban González (ur. 20 czerwca 1966 w La Placie) – argentyński duchowny rzymskokatolicki, biskup pomocniczy archidiecezji La Platy od 2020.

## Życiorys

### Prezbiterat
Święcenia kapłańskie przyjął 7 grudnia 1992 roku i został prezbiterem archidiecezji La Platy. Był m.in. wykładowcą seminarium i instytutu teologicznego w La Placie, dziekanem Dekanatu Północnego, a także prowikariuszem generalnym archidiecezji.

### Episkopat
5 czerwca 2020 papież Franciszek mianował go biskupem pomocniczym La Platy ze stolicą tytularną Alesa. Sakry biskupiej udzielił mu 15 września 2020 roku arcybiskup Victor Manuel Fernández.